# Carl Theodor Gemeiner

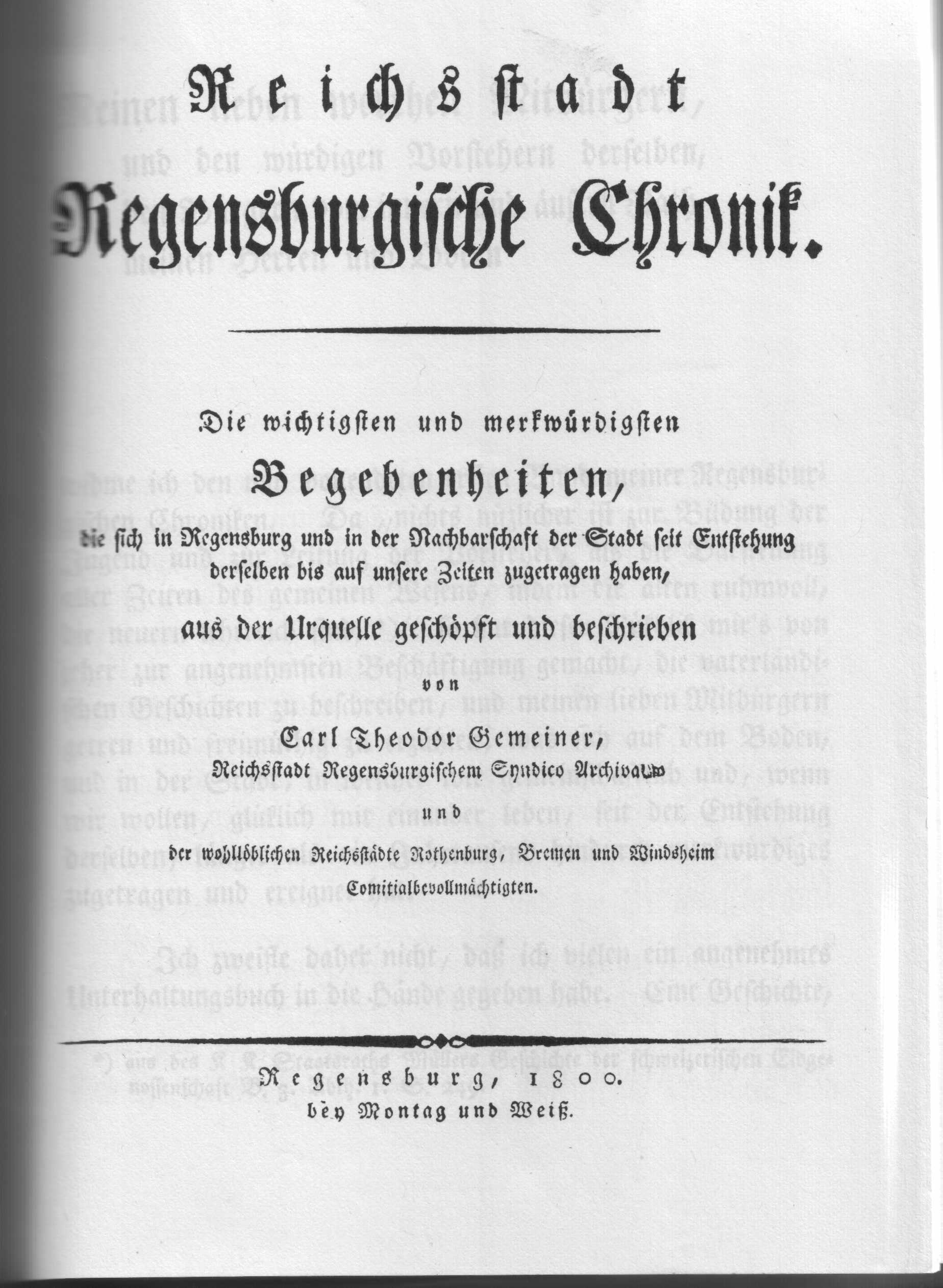
Deckblatt des ersten Bandes der Regensburgischen Chronik

Carl Theodor Gemeiner (* 10. Dezember 1756 in Regensburg; † 30. November 1823 ebenda) war Syndikus und geheimer Registrator der Reichsstadt Regensburg, später Landesdirektionsrat des Fürstentums Regensburg und schließlich Beamter des Königreichs Bayern. Er war unter allen drei Dienstherren zuständig für das Regensburger Archiv- und Bibliothekswesen. Darüber hinaus wirkte er als Historiker und veröffentlichte eine Vielzahl historischer Schriften, vornehmlich zur Regensburger Stadtgeschichte und bayerischen Landesgeschichte.

## Leben

### Herkunft und Werdegang bis zum Ende der Reichsstadt Regensburg (1756–1803)
Carl Theodor Gemeiner entstammte einer alten Regensburger Ratsherrenfamilie, die 1684 in den Besitz des Hauses Zum Pelikan in der Keplerstraße (Nr. 11) gekommen war. Nach dem Tod seiner Mutter 1791 kam das Haus in seinen Besitz und blieb im Besitz der Familie bis 1829. Eine Gedenktafel über dem Portal erinnert an Gemeiner mit den Worten: „In diesem Haus schrieb seine treffliche / Chronik und starb am 30. Nov. 1823 / Karl Theodor Gemeiner, städtischer Syndikus und Archivar / dann k. b. Landesdirektionsrath, / dahier geboren am 10. Dez. 1756“.
Sein Vater Georg Theodor Gemeiner war ein erfolgreicher Kaufmann und Mitglied im Inneren Rat der Stadt, Direktor des städtischen Almosenamts und erster Regensburger Abgeordneter im Reichsstädtischen Kollegium des Immerwährenden Reichstags, wo er auch als Bevollmächtigter mehrere andere Reichsstädte vertrat. Seine Mutter Juliane Herrich war eine Tochter des kursächsischen Reichstagssekretärs Nikolaus Herrich und eine Enkelin des Regensburger Superintendenten Georg Serpilius. Carl Theodor Gemeiner wuchs in einem wohlhabenden protestantischen Elternhaus auf. Er kam infolge des familiären Umfelds schon in frühen Jahren mit Problemen reichsstädtischer Politik in Berührung und entwickelte bald ein großes Interesse für die Geschicke seiner Heimatstadt, das für sein späteres Denken und Schaffen bestimmend werden sollte.
Nach dem Besuch des Regensburger Gymnasium poeticum schlug Gemeiner zunächst die geistliche Laufbahn ein und immatrikulierte sich am 10. Mai 1775 zum Studium der Theologie in Leipzig. Nach dem Abschluss seiner Studien kehrte er 1778 in der Hoffnung, eine Anstellung als Pfarrer zu finden, nach Regensburg zurück. Da aber zu jener Zeit keine Pfarrstelle frei war, gab er sich seinen historischen Interessen hin. Er forschte im Stadtarchiv und verfasste eine Abhandlung über die Geschichte der Regensburger Juden. Diese Schrift widmete er dem damaligen Stadtkämmerer und Ratsherrn Sigmund Georg Ulrich Bösner, der von der Arbeit so begeistert war, dass er Gemeiner vorschlug, im Archivwesen der Stadt tätig zu werden. Da keine Beschäftigung in einem geistlichen Amt zu finden war, nahm Gemeiner das Angebot an. Allerdings fehlten ihm für seine künftigen Aufgaben noch Kenntnisse in Rechtswissenschaft und Diplomatik, welche er sich an den Universitäten von Ingolstadt und Erlangen, sowie bei einer dreiwöchigen Unterweisung beim Archivar Philipp Ernst Spieß auf der Plassenburg erwarb.
Mit Beginn des Jahres 1782 trat er als „Syndikus-Archivarius“ in die Dienste seiner Heimatstadt Regensburg. Schon im folgenden Jahr wurde er zum ersten Syndikus und geheimen Registrator befördert. Zu seinen Aufgaben gehörte unter anderem die Protokollierung von Ratssitzungen, die Leitung der städtischen Kanzlei, sowie die Aktenregistratur und die Erschließung und Erforschung alter Urkunden und Verträge, die Regensburg über die Jahrhunderte mit dem Haus Bayern und der katholischen Geistlichkeit der Stadt geschlossen hatte, und die in Streitfällen noch immer als Rechtsnachweis benötigt wurden.
Gemeiner konzentrierte sich in den folgenden Jahren seiner Amtstätigkeit vor allem auf das Erfassen, Ordnen und Katalogisieren der Bestände in den Regensburger Archiven und Bibliotheken. Zu diesen Beständen verfasste er auch eine Reihe bibliographischer Schriften, von denen einige im Druck erschienen sind.
Die Erschließung der Bibliotheken und Archive seiner Heimatstadt motivierte ihn darüber hinaus zu historischen Nachforschungen, die sich ab 1785 in mehreren kleinen Publikationen niederschlugen. Schon 1785 wurde er auch in die Bayerische Akademie der Wissenschaften aufgenommen. Mit der „Geschichte des Herzogtums Bayern unter Kaiser Friedrich I. Regierung“ gab er 1790 erstmals ein größeres historisches Werk in Druck. Dem folgte eine besonders ergiebige Schaffensperiode, in der bis 1803 zahlreiche weitere Arbeiten erschienen, darunter eine Abhandlung über die Reformation in Regensburg, eine Schrift über den Immerwährenden Reichstag und schließlich die beiden ersten Bände seiner Regensburgischen Chronik, die sich zu seinem Hauptwerk auswachsen sollte.

### Gemeiner in Diensten des Fürstentums Regensburg (1803–1810)
Das Ende der reichsstädtischen Unabhängigkeit Regensburgs im Jahre 1803 brachte für Gemeiner einschneidende Veränderungen mit sich. Nach dem Übergang der Stadt an den Kurerzkanzler Karl Theodor von Dalberg trat er als Landesdirektionsrat in die Dienste des Fürstentums Regensburg. Seine Zuständigkeiten blieben dabei ähnlich: Neben Aufgaben in der städtischen Verwaltung wurde ihm das Archivwesen anvertraut. Gerade hier übernahm er eine wichtige Funktion, denn in der Zeit Dalbergs verfolgte man den Plan, das städtische Archiv sowie die verschiedenen geistlichen Institutionen in einem zentralen Hauptarchiv zu vereinigen. Gemeiner sollte dieses Vorhaben leiten. Dazu wurde er zum Generalarchivarius ernannt und mit der Oberaufsicht über alle Regensburger Archive ausgestattet. Zur Unterstützung wurde ihm der ehemalige Benediktinerpater, Historiker und Archivar von St. Emmeram, Roman Zirngibl, als Gehilfe unterstellt. Doch kam zwischen den beiden keine konstruktive Kooperation zustande. Zirngibl missbilligte seinen protestantischen Vorgesetzten, polemisierte und intrigierte gegen denselben und behinderte seine Arbeit, wo er nur konnte. Gemeiner selbst war zudem häufig durch andere Tätigkeiten in Anspruch genommen, sodass die Umstrukturierung der Regensburger Archivlandschaft nur langsam vorankam.
Die neue Stellung Gemeiners als Generalarchivar war jedoch von großer Bedeutung für sein historiographisches Wirken, da er nun Zugang zu sämtlichen Archiven und Bibliotheken der Stadt erhielt, darunter vor allem das bedeutende Klosterarchiv von St. Emmeram sowie das fürstbischöfliche Archiv. Bei seinen historischen Forschungen konnte er fortan diesen Überlieferungsstrang miteinbeziehen.
In seinem Amt als Landesdirektionsrat wurde Gemeiner gegen Ende der Ära Dalbergs auch mit den Emanzipationsbestrebungen der Regensburger Juden konfrontiert. Dabei zeigte er in seinen Gutachten und Stellungnahmen eine stets ablehnende Haltung gegenüber jüdischen Interessen. 1808 wandte er sich gegen einen Antrag der jüdischen Gemeinde auf Verleihung des Bürgerrechts und eine rechtliche Gleichstellung jüdischer Kaufleute. Er verteidigte damit konsequent die Interessen des etablierten Regensburger Handelsstands.

### Gemeiner als Beamter im Königreich Bayern (1810–1823)
Die Eingliederung Regensburgs in das Königreich Bayern im Jahre 1810 brachte eine neuerliche Wende in Gemeiners Leben. Unmittelbar nach dem Übergang der Stadt wurde er unter Belassung seiner bisherigen Stellung als Landesdirektionsrat und Generalarchivar in bayerische Dienste übernommen. Dort sah er sich erneut mit großen Aufgaben konfrontiert, denn das Regensburger Archivwesen kam auch nach den Umbaumaßnahmen der Dalbergzeit nicht zur Ruhe. Sein neuer Dienstherr war bestrebt, die Archivalien aus den hinzugewonnen mediatisierten und säkularisierten Territorien in einem zentralen Landesarchiv in München zusammenzuführen. Auch wenn aus Platzgründen zunächst nur ein Teil der Bestände betroffen war und im Jahre 1811 sogar noch ein eigenes Archivkonservatorium in Regensburg eingerichtet wurde, dessen Leitung man Gemeiner übertrug, bedeutete dies auf lange Sicht den Verlust der wertvollsten Archivalien an die Münchener Zentralbehörde. Als Archivkonservator wurde Gemeiner mit der Abwicklung des Transfers beauftragt. Er hatte sich einen Überblick über das Regensburger Archivgut zu verschaffen und den bayerischen Behörden darüber zu berichten. Bereits im Jahre 1811 wurden die ersten Bestände nach München überführt.
Die allmähliche Abwicklung der Regensburger Archive brachte jedoch große Probleme mit sich. Schon in der Dalbergzeit hatte der Versuch eine zentrale Archivbehörde aufzubauen die Archivalien aus ihrer organisch gewachsenen Einheit gerissen und in große Unordnung gebracht. Die Situation verschärfte sich noch dadurch, dass keine ausreichenden Räumlichkeiten zur Lagerung der Urkunden und Akten verfügbar waren. So berichtet uns Gemeiner aus dem Jahre 1813 über die betreffenden Zustände in Regensburg: „Die Akten, z. T. mit 100jährigem Staub und Dachmörtel bedeckt, wurde aus ihren ruhigen Lagern gerissen und mit den neuen Akten vermengt, auf Böden unter das Dach oder in Gewölbe geworfen, wo sie der Verwesung, der Nässe, dem Mäusefraß, auch öfters dem Zutritt der Maurer und Taglöhner preisgegeben sind“. Vor diesem Hintergrund wird verständlich, warum wesentliche Teile der Regensburger Überlieferung während der politischen Umbrüche zu Beginn des 19. Jahrhunderts verloren gingen. Gemeiner hat diese Bestände teilweise in seinen Werken verarbeitet und sie so der Nachwelt erhalten.
Bereits im Jahre 1810 hatte Gemeiner eine „Geschichte der Altbayerischen Länder“ verfasst. Es handelte sich um eine pro-französische Tendenzschrift über die Geschichte Bayerns zur Zeit der Agilolfinger. Aus politischen Gründen sprach sich der bayerische Minister Maximilian von Montgelas, dem Gemeiner seine Arbeit zugesandt hatte, gegen eine Veröffentlichung aus. Gemeiner hielt das Werk daher zurück und publizierte es erst nach einer grundlegenden Überarbeitung im Jahre 1814. In dieser Zeit verfasste er auch mehrere Arbeiten zur Regensburger Wirtschafts- und Handelsgeschichte, darunter eine Abhandlung über den Salzhandel zwischen Regensburg und Passau aus dem Jahre 1810. Vor allem aber nahm er die Arbeit an seiner großen Regensburgischen Chronik wieder auf, die seit der Veröffentlichung des zweiten Bandes 1803 geruht hatte. Die Fortführung und Vollendung des Werkes geriet jedoch in Gefahr, als im Jahre 1820 der Beschluss zur Auflösung des Regensburger Archivkonservatoriums erging. Die verbliebenen Archivalien sollten in diesem Zuge endgültig nach München überstellt werden. Auf seine dringende Bitte erreichte Gemeiner die Aussetzung des Entscheids, bis er die Arbeiten an seiner Regensburgischen Chronik würde abgeschlossen haben. Im Jahr 1821 erschien der dritte Band des Werkes, währenddessen der vierte und letzte Band 1824 posthum veröffentlicht wurde. Vollenden konnte Gemeiner seine ursprünglich auf sechs Bände angelegte Chronik nicht mehr. Nach kurzer und schwerer Krankheit starb er am 30. November 1823. Er wurde auf dem evangelischen Weih St. Peter Friedhof zu Regensburg beerdigt.

## Heutige Bedeutung

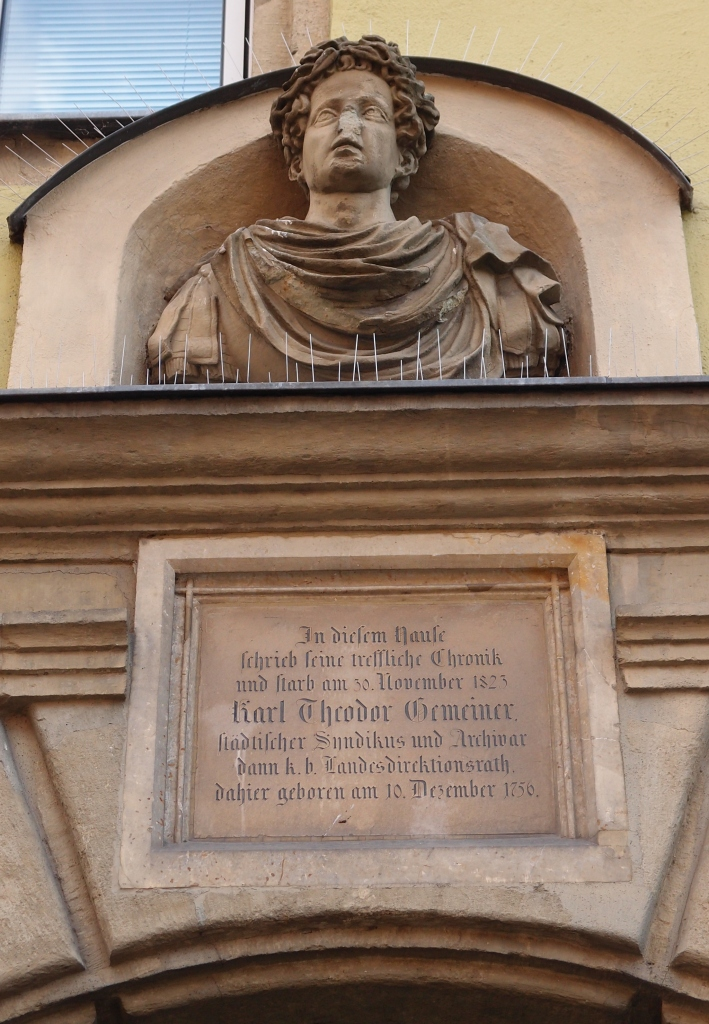
Gedenktafel für Carl Theodor Gemeiner in Regensburg, Keplerstraße 11.

Gemeiner hat in der Historiographie lange Zeit nur wenig Beachtung gefunden. Das hat seine Ursache zum einen darin, dass seine historischen Werke zu wesentlichen Teilen den Ansprüchen kritischer Geschichtsforschung nicht genügen. Schon seine Zeitgenossen übten teilweise scharfe Kritik am methodischen Vorgehen und der Quellenarbeit des Regensburger Historikers. So übernimmt Gemeiner in seinen Werken oft unkritisch Quellenaussagen oder verwendet sogar arbiträr Quellennachweise aus einem völlig anderen Zeitkontext; beispielsweise dienen ihm in seiner Regensburgischen Chronik die karolingischen Kapitularien als Beleg für geistliche Rechte im 15. Jahrhundert. Solche Verfehlungen Gemeiners standen meist mit seinem ausgeprägten reichsstädtischen Patriotismus in Zusammenhang: Wo er die historische Größe und Bedeutung seiner Vaterstadt in besonders leuchtenden und lebendigen Farben darzustellen suchte, glitt er immer wieder zur methodischen Willkür ab. Wenn aber „nichts im Spiel war, was ihn bewegte, arbeitete er vorbildlich, stützte sich auf Primärquellen, besonders auf Urkunden und Rechtsbücher, und vermied fast durchwegs die Zitierung mehrerer, verschiedenen Zeitstufen angehörender Quellen für ein Faktum“. Trotz unbestreitbarer Mängel im Einzelnen, bleiben viele seiner Darstellungen im Großen und Ganzen also von hoher inhaltlicher Qualität und Verlässlichkeit.
Die geringe Resonanz, die Gemeiner lange zuteilwurde, mag ihre Ursache zum anderen im bescheidenen wissenschaftstheoretischen Anspruch seiner Arbeiten finden. Eine theoretische Erfassung größerer Entwicklungslinien und Zusammenhänge, etwa um zu Erkenntnissen auf einer höheren Abstraktionsebene zu gelangen, bleibt in seinen Werken aus. Gemeiner entwickelte keine Theorien oder Paradigmen zur Geschichte. Dies wurde ihm bisweilen als ein Mangel an geistiger Originalität ausgelegt, es hat aber auch dazu beigetragen, dass sein Werk „dem Urteilswechsel im Fortgang der Methoden weniger ausgesetzt“ war. Die Werke Gemeiners, besonders seine Regensburgische Chronik, gleichen eher der Form eines großen Berichts, in dem weitgehend unreflektiert erzählt wird, was sich zugetragen hat. Aber gerade in dieser Erzählung liegt der besondere und bleibende Wert seines Schaffens, denn sie bietet eine detaillierte Gesamtschau der Regensburger und bayerischen Geschichte mit wesentlichen Ausblicken auch auf die allgemeine Reichsgeschichte, in der Regensburg durch seine mittelalterliche Bedeutung, seine Sonderstellung in der Reformation und seine Funktion als Sitz des Immerwährenden Reichstags stets eine herausragende Rolle gespielt hat. Dabei beleuchtet Gemeiner die Geschichte seiner Vaterstadt von ganz verschiedenen Seiten, bezieht beispielsweise auch die Handels- und Wirtschaftsgeschichte mit ein und schafft so ein umfassendes Bild vom städtischen Leben, dessen besonderer Wert von der neu aufkommenden Landesgeschichte des 20. Jahrhunderts erst richtig erkannt wurde – dies umso mehr, als ein Großteil des von Gemeiner ausgewerteten Quellenmaterials heute nur noch schwer zugänglich oder ganz verloren ist. So hat Gemeiner nicht zuletzt eine äußerst materialreiche und letztlich unentbehrliche „Quellensammlung“ hinterlassen.

## Ehrung
Die Stadt Regensburg ehrt Gemeiner durch die Benennung einer Straße nach ihm im Osten der Stadt sowie durch eine Gedenktafel an seinem Geburts- und Sterbehaus.

## Werke (Auswahl)
Eine vollständige Bibliographie der Schriften Gemeiners findet sich bei Hermann Hage: Der Regensburger Historiker und Archivar Carl Theodor Gemeiner, in: Zeitschrift des Vereins für Oberpfalz und Regensburg 123 (1983), S. 232–234.
- Geschichte des Herzogthums Bayern unter Kaiser Friedrich des Ersten Regierung. Aus Urkunden und alten Zeitbuechern bearbeitet, Nürnberg 1790.

- Geschichte der Kirchenreformation in Regensburg. Aus den damals verhandelten Originalacten beschrieben, Regensburg 1792.
- Berichtigungen im teutschen Staatsrecht und in der Reichsgeschichte, Bayreuth 1793, darin:
  - Aufloesung der bisherigen Zweifel ueber den Ursprung der churfuerstlichen Wuerde
  - Von der Rangordnung der Zeugen in den kaiserlichen Urkunden
- Geschichte der öffentlichen Verhandlungen des zu Regensburg noch fortwährenden Reichstags von dessen Anfang bis auf neuere Zeiten, 3 Bände, Nürnberg 1794–1796, Nachdruck mit einer Einleitung hrsg. von Susanne Friedrich, Hildesheim; Zürich; New York 2010.
- Versuch einer Geschichte der Unterwerfung der Reichsstadt Regensburg unter die Herrschaft der Herzoge in Baiern 1486 bis 1492, Regensburg 1796.
- Reichsstadt Regensburgische Chronik, 4 Bände, Regensburg 1800–1824, Nachdruck mit einer Einleitung hrsg. von Heinz Angermeier, 2 Bände, München 1971.
- Darstellung des alten Regensburgischen und Passauischen Salzhandels. Ein Beitrag zur vaterländischen Handelsgeschichte, Regensburg 1810.
- Geschichte der Altbayerischen Länder, ihrer Regenten und Landeseinwohner, Regensburg 1814.
- Ueber den Ursprung der Stadt Regensburg und aller alten Freistädte, namentlich der Städte Basel, Straßburg, Speier, Worms, Mainz und Coelln. Ein Beitrag zur allgemeinen teutschen Handelsgeschichte, Regensburg 1817.
- Nikolai Löwenkamp (Hrsg.): Regensburg – Chronik einer mittelalterlichen Stadt: eine Auswahl aus Carl Th. Gemeiners „Regensburgischer Chronik“, Regensburg 2012

## Nachlass
Der Gemeiner’sche Nachlass wird im Bayerischen Hauptstaatsarchiv in München aufbewahrt. Er enthält in 50 Kartons Originalurkunden und spätere Abschriften, sowie Korrespondenzen und Steuerlisten aus dem Regensburger Stadtarchiv, die von Gemeiner gesammelt und zusammengestellt wurden.